# Associazione del Calcio Ligure 1914-1915
Questa voce raccoglie le informazioni riguardanti l'Associazione del Calcio Ligure nelle competizioni ufficiali della stagione 1914-1915.

## Stagione
A seguito dell'unione tra il vecchio "Liguria Foot Ball Club" con l'"Itala" di Rivarolo Ligure, il club assume la nuova denominazione "Associazione del Calcio Ligure". Il club concluderà all'ultimo posto del girone A del torneo maggiore.

## Organigramma societario
Area direttiva
- Presidente:

Area tecnica
- Allenatore: Luigi Faroppa

## Rosa
| N. |                   | Ruolo | Calciatore      |
| -- | ----------------- | ----- | --------------- |
|    | Italia (bandiera) | P     | Renato Boldrini |
|    | Italia (bandiera) | D     | Bedogni         |
|    | Italia (bandiera) | D     | Gallino         |
|    | Italia (bandiera) | D     | Reborati        |
|    | Italia (bandiera) | C     | Pittaluga C.    |
|    | Italia (bandiera) | C     | Pittaluga G.    |
|    | Italia (bandiera) | C     | Bogliolo        |

| N. |                   | Ruolo | Calciatore      |
| -- | ----------------- | ----- | --------------- |
|    | Italia (bandiera) | C     | Olcese          |
|    | Italia (bandiera) | A     | Luigi Marchetti |
|    | Italia (bandiera) | A     | Caffaro         |
|    | Italia (bandiera) | A     | D'Obono         |
|    | Italia (bandiera) | A     | Bologna         |

## Risultati

### Prima Categoria

#### Girone A
| Arbitro: | Alfredo Armano (Torino) |

|                                          |           |  |
| Lazoli I Ticozzelli Grillo , Dellacasa I | Marcatori |  |

| Arbitro: | Giardina (Milano) |

|   |           |   |
| ? | Marcatori | ? |

| Arbitro: | Rebora (Genova) |

|   |           |   |
| ? | Marcatori | ? |

| Arbitro: | Resegotti (Milano) |

|   |           |  |
| ? | Marcatori |  |

| Arbitro: | Pippo (Genova) |

|              |           |                                    |
| Marchetti 5’ | Marcatori | 30’, 32’ Santamaria 44’, 69’ Sardi |

| Arbitro: | Terzolo (Genova) |

|  |           |                             |
|  | Marcatori | Dellacasa I Savojardo Bosio |

| Arbitro: | Moretti (Milano) |

|   |           |   |
| ? | Marcatori | ? |

| Arbitro: | Massa (Vercelli) |

|   |           |   |
| ? | Marcatori | ? |

| Arbitro: | Vagge (Genova) |

|   |           |   |
| ? | Marcatori | ? |

| Arbitro: | Fontana (Alessandria) |

|                                      |           |  |
| Santamaria 1’ Sardi 19’ Herrmann 78’ | Marcatori |  |

## Statistiche

### Statistiche di squadra
| Competizione    | Punti | In casa | In casa | In casa | In casa | In casa | In casa | In trasferta | In trasferta | In trasferta | In trasferta | In trasferta | In trasferta | Totale | Totale | Totale | Totale | Totale | Totale | DR  |
| Competizione    | Punti | G       | V       | N       | P       | Gf      | Gs      | G            | V            | N            | P            | Gf           | Gs           | G      | V      | N      | P      | Gf     | Gs     | DR  |
| --------------- | ----- | ------- | ------- | ------- | ------- | ------- | ------- | ------------ | ------------ | ------------ | ------------ | ------------ | ------------ | ------ | ------ | ------ | ------ | ------ | ------ | --- |
| Prima Categoria | 2     | 5       | 0       | 2       | 3       | 6       | 16      | 5            | 0            | 0            | 5            | 2            | 16           | 10     | 0      | 2      | 8      | 8      | 32     | -24 |